# Monochamus dayremi
Monochamus dayremi là một loài bọ cánh cứng trong họ Cerambycidae.